# Adolphe III de Berg
Adolphe III de Berg (Adolf VI en anglais, Adòlf VI en italien, Adolf III en allemand et néerlandais) († 1218 à Damiette) fils d'Engelbert Ier de Berg et de Marguerite de Gueldre est un membre de la Maison d'Ardenne et Comte de Berg de 1189 à 1218. 

## Biographie
Fils d'Engelbert Ier de Berg, mort durant son retour de la Troisième croisade, Adolphe prend part en 1212 à la croisade des Albigeois. 
En 1215, il enlève le palais impérial de Kaiserswerth. 
En 1217, il prend part à la cinquième croisade ou il meurt le 7 août 1218 à Damiette, dans le delta du Nil.

## Mariage et descendance
Marié à Berthe de Sayn, il eut une fille :
- Ermengarde de Berg, mariée en 1217 à Henri IV, duc de Limbourg. Tous deux héritèrent du comté de Berg après le meurtre de l'archevêque de Cologne, Engelbert II de Berg.

## Sources
- (en) Cet article est partiellement ou en totalité issu de l’article de Wikipédia en anglais intitulé « Adolf VI, Count of Berg » (voir la liste des auteurs).